# 장성군립도서관
장성군립도서관은 전라남도 장성군 소재의 군립 도서관이다.

## 연혁
- 2005년 5월 31일 장성아카데미하우스 개관.
- 2005년 8월 장성아카데미하우스 관리운영 조례 공포.
- 2008년 9월 문화시설관리사업소로 직제변경.
- 2013년 8월 문화시설사업소로 직제변경.
- 2014년 1월 1일 장성군립도서관으로 명칭 변경.

## 시설현황
- 3층: 문헌정보실, 종합자료실, 옥상휴게공간, 옥상전망공간
- 2층: 인터넷정보실, 물품보관소, 어린이자료실, 관리사무실, 정기간행물실, 문학자료실/도서관자료실
- 1층: 전시관, 열람실, 문화교실

## 이용 안내
이용 시간
- 자료실: 매일 09:00~19:00
- 디지털자료실: 매일 09:00~18:00
- 열람실: 매일 09:00~22:00

휴관일
- 매주 금요일
- 「관공서의 공휴일에 관한 규정」에서 정한 공휴일(다만, 1월 1일, 설 · 추석연휴 기간을 제외한 토 · 일요일은 개관)
- 시설의 보수 및 점검, 그 밖의 사유로 군수가 필요하다고 인정하는 경우
- 단, 「열람실」은 연중 무휴 개실